# Macrognathus zebrinus
Macrognathus zebrinus és una espècie de peix pertanyent a la família dels mastacembèlids.

## Descripció
- Fa 46 cm de llargària màxima.
- Nombre de vèrtebres: 72-74.
- 28-31 espines i 49-55 radis tous a l'aleta dorsal.
- 48-59 radis tous a l'aleta anal.
- Aleta caudal verticalment estriada amb petites taques negres.[3][4]

## Hàbitat
És un peix d'aigua dolça, bentopelàgic i de clima tropical (23 °C-26 °C).

## Distribució geogràfica
Es troba a Àsia: Indonèsia i els rius Irauadi, Sittang i Salween a Myanmar.

## Observacions
És inofensiu per als humans.